# Radka Dombek
Radka Dombek (rozená Kafková, * 21. února 1967) je manažerka a bývalá nejlépe placená česká státní úřednice, která zastávala post v představenstvu České konsolidační agentury. Za korupci ve formě vzetí úplatku 400 tisíc korun a vynášení informací ji na počátku listopadu 2011 odvolací Městský soud v Praze pravomocně odsoudil k ročnímu nepodmíněnému trestu a k peněžité pokutě ve výši přijatého úplatku.

## Profesní kariéra
Radka Dombek má kořeny na severní Moravě. V roce 1989 absolvovala Vysokou školu báňskou, Fakultu strojní a elektrotechnickou, v roce 1993 pracovala jako úvěrová pracovnice v České spořitelně, v letech 1993–1994 vykonávala pozici úvěrové pracovnice (řízení rizik) v České národní bance. Mezi roky 1994 a 1997 pak působila jako ředitelka odboru finančních restrukturalizací v Union bance. V období 1995–1997 současně přednášela na Ekonomické fakultě Vysoké školy báňské.[zdroj?]
Od roku 1997 začala pracovat jako úřednice v oblasti rizikových úvěrů v České národní bance. Odtud přešla na pozici první náměstkyně do dceřiné společnosti České konsolidační agentury – Česká finanční, v níž byl také zaměstnán Josef Tykva. Poté, co se v roce 2001 stal novým ministrem financí Jiří Rusnok, byla odvolána podle vyjádření jednoho z firemních manažerů pro „promlčené pohledávky v hodnotě 2,5 miliardy korun. Velká část z nich se týkala severomoravských firem“, které stát neměl vůli vymáhat zpět.
Ministr financí Bohuslav Sobotka ji pak v roce 2003 nominoval do představenstva České konsolidační agentury, kde spravovala portfolio rozsáhlých pohledávek po společnostech velikosti Zetoru či Setuzy. Závěr kontroly ve firmě Zetor vedený Nejvyšším kontrolním úřadem konstatoval „nestandardní postoupení pohledávek“. Od roku 2004 působila současně opět v České finanční jako členka dozorčí rady. V listopadu 2010 se stala předsedkyní představenstva realitní společnosti Vicenda.

## Úplatkářská kauza
V roce 2006, kdy pracovala jako manažerka České konsolidační agentury (ČKA) s ročním příjmem včetně bonusů pět a půl milionů korun, přijala od bývalého zaměstnance agentury Josefa Tykvy a podnikatelů Pavla Hrácha a Josefa Lopaty úplatek ve výši 400 000 korun s výměnou za poskytnutí neveřejné informace o stavu pohledávky a manipulaci výběrového řízení u společnosti CETUS spadající pod skupinu zbankrotované IPB (Investiční a Poštovní banky), která poskytla CETUSu půjčku ve výši 2,3 miliardy korun. V případu také figurovala další úřednice ČKA Eva Hrušková, které měli obvinění podle odposlechů hradit byt jako protislužbu za vynášení informací o předpokládaném prodeji pohledávek. Její trestní stíhání bylo podmíněně zastaveno.
Čtyřsettisícový úplatek policie zajistila v autě partnera obžalované a člena představenstva PPF banky Františka Dombka, zaparkovaném v její garáži. Kafková byla zatčena v červenci 2006 a následně strávila tři měsíce ve vazbě. V době zatčení byla těhotná a další měsíce strávila na mateřské dovolené. Proto s ní ČKA po obvinění nemohla ukončit pracovní poměr. Podle státní zástupkyně Petry Pavlánové měla obžalovaná dohodu na obdržení dalších tří miliónů korun z inkriminované trestné činnosti.
V dubnu 2011 vynesl soudce Obvodního soudu pro Prahu 7 Roman Podlešák nepravomocný verdikt s osmnáctiměsíčním podmíněným trestem a čtyřsettisícovou pokutou pro odsouzenou Kafkovou.
Poté, co se státní zástupkyně i obhájce odvolali, předseda senátu odvolacího městského soudu v Praze Jan Kareš ji 1. listopadu téhož roku zpřísnil trest na roční vězení nepodmíněně. Tykvovi udělil osmnáctiměsíční trest s povinností zaplatit stejnou částku jako manažerka, a to 400 tisíc korun, navíc došlo k propadnutí 1,3 milionu korun, jež vložil na účty dětí. Hrách a Lopata obdrželi po dvou letech podmíněně s odkladem pěti let a peněžní pokutu ve výši 600 000 korun. Tyto rozsudky jsou pravomocné. Obhájce odsouzené Josef Monsport uvedl, že podá dovolání k Nejvyššímu soudu.
V lednu 2012 nastoupila k ročnímu trestu do vězení. Tři měsíce proběhlé vazby byly do délky trestu již započteny.[zdroj?]